# 自动震杆器
震杆器（英語：stick shaker），也称自动震杆器、抖杆器，是一种以快速、有声地振动控制杆警告飞行员即将发生失速的机械装置。大多数民用喷气机以及大型军用飞机的控制杆通常连接有震杆器。
震杆器是飞机失速防护系统的一员，其由机身或机翼上安装的攻角感測器组成，其连接到一个航空电子计算机。该计算机接收来自攻角传感器和其他各种飞行系统的输入数据。当数据显示即将发生失速时，启动震杆器和声音警告。
震杆器本身由一个有意不平衡配置飛輪的电动机构成。在启动时，震杆器会引发有力、明显、无法忽视的控制杆振动。控制杆的振动与飞机低速下由于气流分离产生的失速振动频率相符。控制杆振动旨在避免机组人员因分心而忽视声音告警。
在较大型飞机（尤其是可能遭遇深度失速的T尾飞机）中，部分失速防护系统还包含一个自动推杆器系统来自动推进升降舵，从而减少飞机攻角并防止失速。两项系统必须在起飞前被测试和启用，并在飞行期间保持启用。
在空难事件的黑匣子录音中，能听到飞机进入失速状态后震杆器的声音。
在美國航空191號班機空難之后，FAA颁布适航指令，要求DC-10、-10F、-30、-30F及-40系列飞机的两套飞行控制装置必须安装震杆器。